# Walk Away
Walk Away (Jdi pryč) je pátý singl z alba Breakaway americké zpěvačky Kelly Clarksonové.

## Informace o písni
Po Since U Been Gone a Behind These Hazel Eyes je Walk Away třetí, ve které Clarksonová dělá tečku za ukončeným vztahem. V písni dává jasně najevo, že její přítel jí nedává to, co potřebuje, tak ať jde pryč.
Zpočátku bylo v plánu jako pátou píseň vydat Addicted, ale vydavatelství RCA Records tento song nedovolilo kvůli smutnému podtextu, který panuje i v předešlých písních Behind These Hazel Eyes a Because Of You. Proto vybrali pro další vydání píseň Gone, ta ale byla zamítnuta poté, co zjistili, že by se její název pletl s písní Since U Been Gone. Nakonec byla vybrána živá píseň Walk Away, která vyšla v roce 2006.
Nicméně některá hudební rádia volbu Walk Away ignorovala a hrála píseň Gone, která se stala velmi úspěšnou například v Atlantě, New Yorku nebo Bostonu.

## Videoklip
Klip pro Walk Away se natáčel 4. až 5. února 2006 v Los Angeles. Předpokládalo se, že píseň vyjde kolem 25. února, ale režisér videoklipu řekl, že jej musí ještě upravit, proto se videoklip začal vysílat až 7. března.
Videoklip je oproti jiným hodně jednoduchý. Sleduje příběh různých lidí, kteří slyší hrát píseň Walk Away v rádiu. Slyší ji muž ve sprše, žena v kanceláři, dvojčata, hráč amerického fotbalu, muž při luxování. Jedním z herců v klipu je i bratr Kelly Clarksonové Jason, který hraje muže ve sprše, jenž si zpívá ve sprše a na toaletě, jak jej ale někdo zpozoruje, je na rozpacích.
Dalším příběhem v klipu je muž, který řídí auto a při poslechu Walk Away vystoupí z auta, začne tancovat na silnici a tím blokuje provoz.

## Umístění ve světě
| Hitparáda             | Umístění |
| --------------------- | -------- |
| Rakousko              | 29       |
| Austrálie             | 27       |
| Německo               | 30       |
| Indonésie             | 2        |
| Irsko                 | 10       |
| Mexiko                | 15       |
| Nový Zéland           | 19       |
| Polsko                | 67       |
| Jihoafrická republika | 2        |
| Švýcarsko             | 58       |
| Velká Británie        | 21       |
| USA                   | 12       |
| svět                  | 16       |